# Тхайнгуен (провинция)
Тхайнгуе́н (вьет. Thái Nguyên, тьы-ном 太原) — провинция в северной части Вьетнама. Площадь составляет 3526 км²; население по данным на 2009 год — 1 124 786 человек. Административный центр — одноимённый город. Провинция известна своими чайными плантациями, по площади которых (15 000 га) Тхайнгуен уступает лишь только провинции Ламдонг. «Тхайнгуен» — самая известная во Вьетнаме марка зеленого чая.

## География и климат

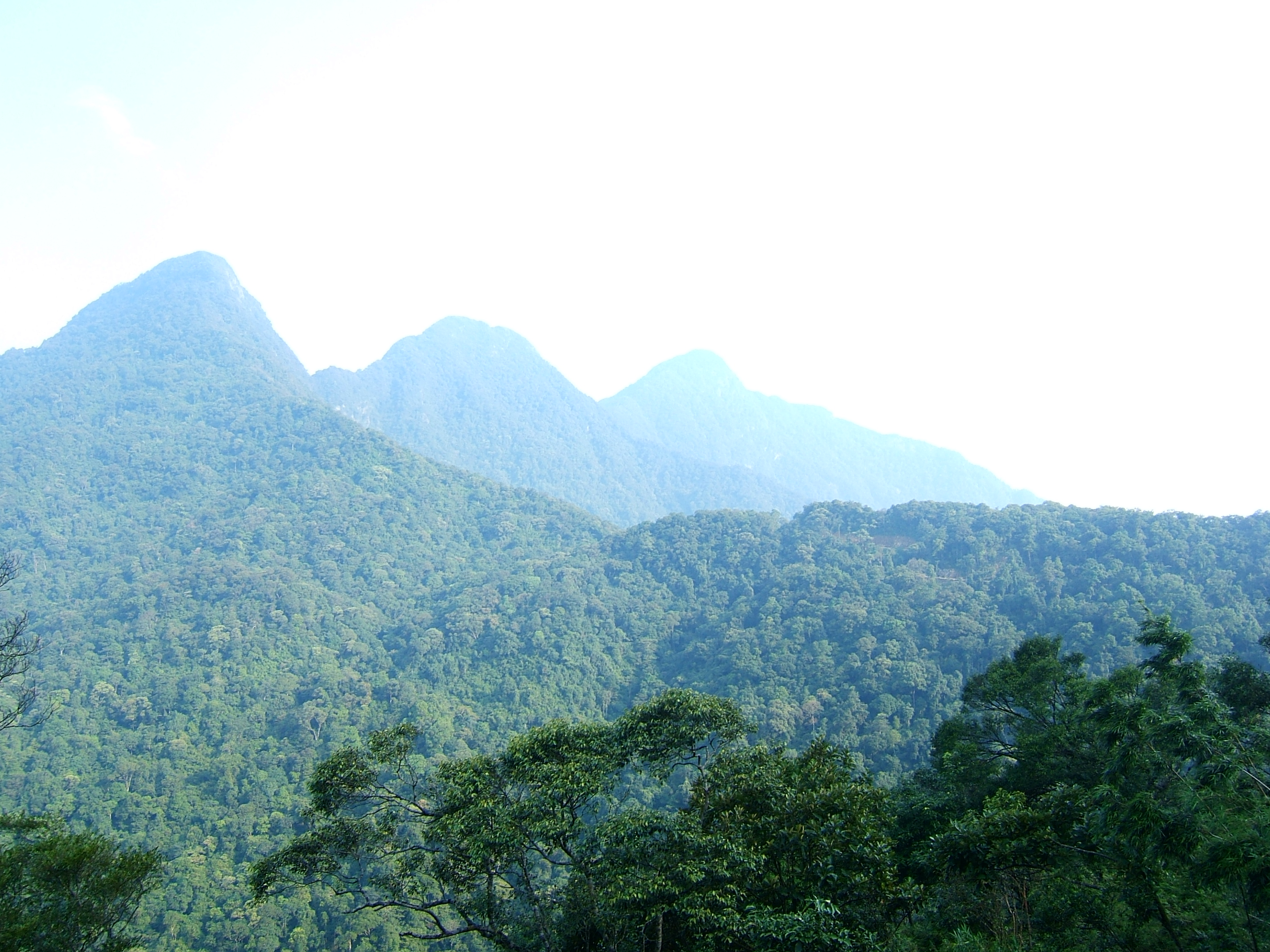
Хребет Тамдао

Тхайнгуен граничит с 6 провинциями: Баккан, Виньфук, Туенкуанг, Лангшон, Бакзянг и Ханой.
Провинцию пересекают несколько горных хребтов, протянувшихся в направлении с северо-запада на юго-восток. Основная река провинции — Конг (проток Кау), на ней находится водохранилище Нуйкок (в 25 км к западу от города Тхайнгуен). На юго-западе провинции расположен горный хребет Тамдао, который протянулся на 80 км, высшая точка этого региона достигает 1529 м. В районе хребта в 1996 году был создан национальный парк Тамдао, один из крупнейших в стране.
Средняя температура июня составляет 28,9 °С; января: 15,2 °С. Сезон дождей продолжается с мая по октябрь. Среднегодовой уровень осадков составляет 2000—2500 мм.

## Население

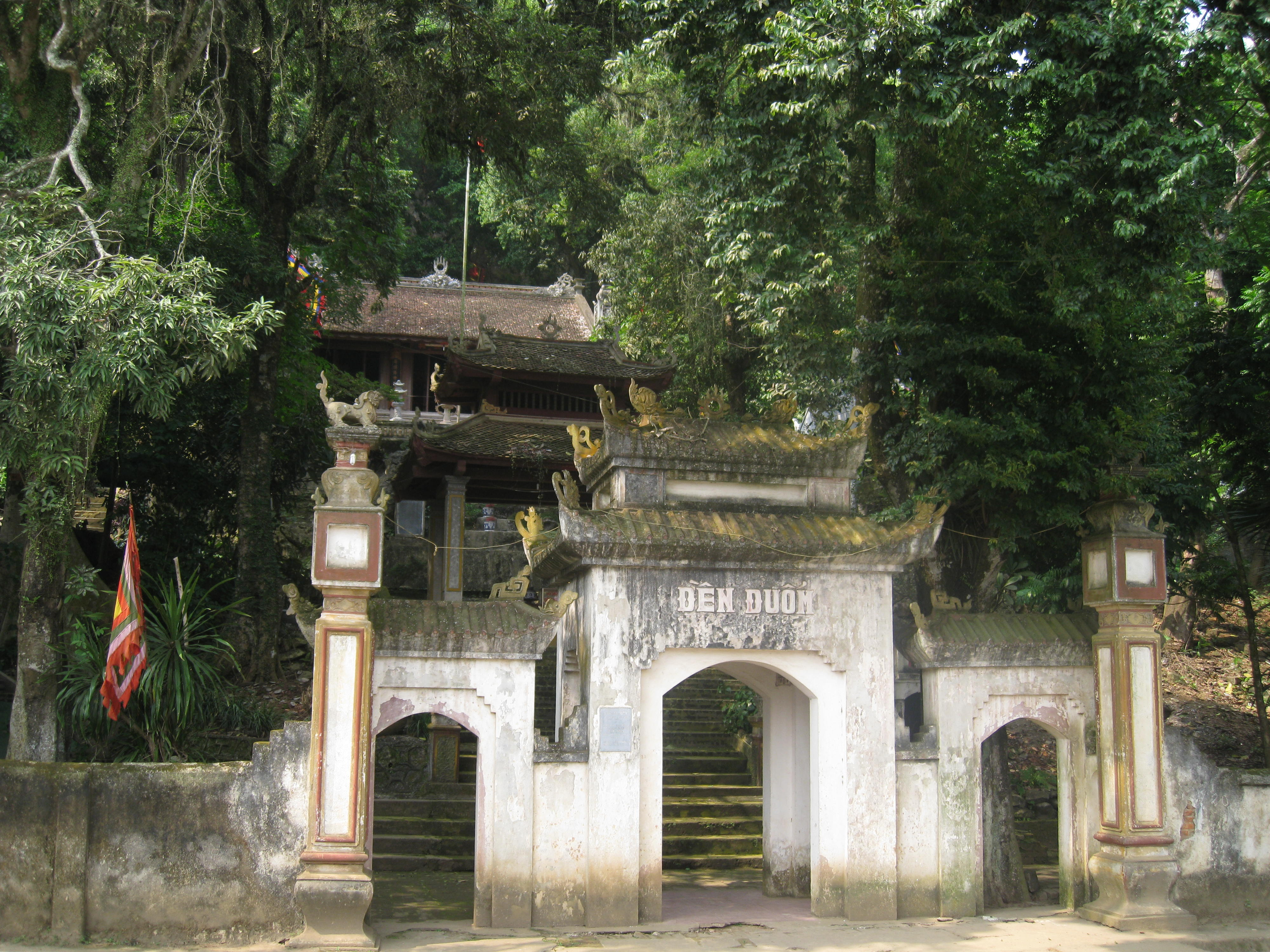
Один из храмов провинции

По данным на 2008 год население провинции составляет 1 149 100 человек: 562 900 мужчин и 586 200 женщин. Плотность населения — 325,00 чел./км². Городское население — 277 800 человек (31,88 %), сельское население — 871 300 человек (68,12 %).

## Административное деление
В административном отношении подразделяется на:
- город провинциального подчинения Тхайнгуен (Thái Nguyên),
- город Шонгконг (Sông Công)

и 7 уездов:
- Дайты (Đại Từ),
- Диньхоа (Định Hóa),
- Донгхи (Đồng Hỷ),
- Фойен (Phổ Yên),
- Фубинь (Phú Bình),
- Фулыонг (Phú Lương),
- Воняй (Võ Nhai).